# Championnat d'Océanie de Formule Régionale
Le Championnat d'Océanie de Formule Régionale, (officiellement Castrol Toyota Formula Regional Oceania Championship) est un championnat de course automobile créé en 2005, qui se déroule chaque hiver en Nouvelle-Zélande. L'épreuve-reine du championnat est le Grand Prix de Nouvelle-Zélande qui clôt habituellement chaque saison.
Depuis le milieu des années 2010, ce championnat de Formule 3 régionale se révèle comme l'un des championnats hivernaux les plus compétitifs pour les jeunes pilotes, se démarquant par un plateau de pilotes plus relevé que celui du MRF Challenge ou du championnat d'Asie de Formule 3 hivernal.
Le championnat se nommait Toyota Racing Series de sa création en 2005 à 2022. Après avoir adopté des monoplaces de type Formule Régionale en 2020, la compétition change son nom en Castrol Toyota Formula Regional Oceania Championship pour la saison 2023, rejoignant ainsi la même égide que les différents championnats de Formule Régionale à travers le monde.

## Voiture

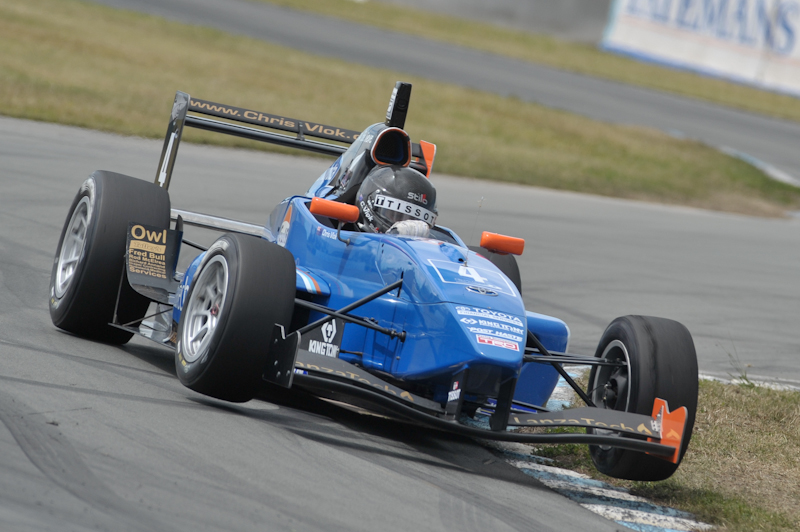
Chris Vlok durant les Toyota Racing Series en 2012.

De 2015 à 2019, le championnat utilise un chassis Tatuus FT-50 avec une version modifié du moteur Toyota 2ZZ-GE à 4 cylindres de 1,8 L.
Depuis 2020, les monoplaces utilisées sont des Formule Régionale de Tatuus (F.3 T-318, surnommées "FT60" en référence au précédent modèles spécifique à cette catégories) et sont équipées d'un moteur Toyota 4 cylindres de 1,8 L, d'une boite de vitesses à six rapports, et de pneumatiques Michelin. Chaque voiture pèse approximativement 480 kg.
Depuis la saison 2008, les voitures utilisent du biocarburant.

## Attribution des points
Chaque manche du championnat comporte trois courses : une le samedi après-midi, une le dimanche matin et une le dimanche après-midi. La pole position et le meilleur tour en course  ne rapportent pas de point.

### Avant 2019
| Position | 1er | 2e | 3e | 4e | 5e | 6e | 7e | 8e | 9e | 10e | 11e | 12e | 13e | 14e | 15e | 16e | 17e | 18e | 19e | 20e | 21e | 22e | 23e | 24e | 25e | 26e | 27e | 28e | 29e | 30e |
| Points   | 75  | 67 | 60 | 54 | 49 | 45 | 42 | 39 | 36 | 33  | 30  | 28  | 26  | 24  | 22  | 20  | 18  | 16  | 14  | 12  | 10  | 9   | 8   | 7   | 6   | 5   | 4   | 3   | 2   | 1   |

### Depuis 2019
La grille de départ des courses 1 et 3 sont déterminées après une séance de qualifications, ces courses rapportant plus de points. La course 2 obtient sa grille de départ en inversant le top 8 du résultat de la course 1, et permet d'obtenir moins de points.
Courses 1 et 3
| Position | 1er | 2e | 3e | 4e | 5e | 6e | 7e | 8e | 9e | 10e | 11e | 12e | 13e | 14e | 15e | 16e | 17e | 18e | 19e | 20e |
| Points   | 35  | 31 | 27 | 24 | 22 | 20 | 18 | 16 | 14 | 12  | 10  | 9   | 8   | 7   | 6   | 5   | 4   | 3   | 2   | 1   |

Course 2
| Position | 1er | 2e | 3e | 4e | 5e | 6e | 7e | 8e | 9e | 10e | 11e | 12e | 13e | 14e | 15e |
| Points   | 20  | 18 | 16 | 14 | 12 | 10 | 9  | 8  | 7  | 6   | 5   | 4   | 3   | 2   | 1   |

## Palmarès

### Toyota Racing Series
Le vainqueur de chaque championnat reçoit le Trophée Chris Amon, nommé en l'honneur de l'ancien pilote de Formule 1 néo-zélandais.
| Saison    | Pilote champion                                     | Équipe championne                                   |
| --------- | --------------------------------------------------- | --------------------------------------------------- |
| 2005      | Brent Collins                                       | Brent Collins Motorsport                            |
| 2005-2006 | Daniel Gaunt                                        | International Motorsport                            |
| 2006-2007 | Daniel Gaunt                                        | International Motorsport                            |
| 2007-2008 | Andy Knight                                         | Knight Motorsport                                   |
| 2008-2009 | Mitch Cunningham                                    | Giles Motorsport                                    |
| 2010      | Mitch Evans                                         | Giles Motorsport                                    |
| 2011      | Mitch Evans                                         | Giles Motorsport                                    |
| 2012      | Nick Cassidy                                        | Giles Motorsport                                    |
| 2013      | Nick Cassidy                                        | M2 Competition                                      |
| 2014      | Andrew Tang                                         | Neale Motorsport                                    |
| 2015      | Lance Stroll                                        | M2 Competition                                      |
| 2016      | Lando Norris                                        | M2 Competition                                      |
| 2017      | Thomas Randle                                       | Victory Motor Racing                                |
| 2018      | Robert Shwartzman                                   | M2 Competition                                      |
| 2019      | Liam Lawson                                         | M2 Competition                                      |
| 2020      | Igor Fraga                                          | M2 Competition                                      |
| 2021      | Matthew Payne                                       | M2 Competition                                      |
| 2022      | Saison annulée en raison de la pandémie de Covid-19 | Saison annulée en raison de la pandémie de Covid-19 |

### Championnat d’Océanie de Formule Régionale
| Saison | Pilote champion | Équipe championne | Champion Rookie    |
| ------ | --------------- | ----------------- | ------------------ |
| 2023   | Charlie Wurz    | M2 Competition    | Charlie Wurz       |
| 2024   | Roman Bilinski  | M2 Competition    | Patrick Woods-Toth |
| 2025   | Arvid Lindblad  | M2 Competition    | Zack Scoular       |